# Dangerous Woman Tour
Dangerous Woman Tour foi a terceira turnê da cantora norte-americana Ariana Grande, em apoio ao seu terceiro álbum de estúdio Dangerous Woman (2016). A turnê teve início na Talking Stick Resort Arena, em Phoenix, Arizona, Estados Unidos, no dia 3 de fevereiro de 2017, e encerrou-se em 21 de setembro de 2017 na Asiaworld-Expo Arena, em Chek Lap Kok, Hong Kong. De acordo com a Billboard, teve lucro total de US$71 milhões e vendeu 875 mil ingressos com 75 shows, sendo assim uma das 20 maiores turnês de 2017, segundo Pollstar.

## Antecedentes
No dia 23 de maio de 2016, Grande anunciou no site do seu álbum, que iria sair em turnê no final de 2016 ou início de 2017 e que os fãs que compraram seu álbum na pré-venda teria um código para comprar os bilhetes antes da venda geral. No dia 9 de setembro de 2016, Grande lançou as datas para a primeira parte da turnê, começando no dia 2 de fevereiro de 2017. A pré-venda de ingressos para o primeiro lote de datas estão previstas para começar em 20 de setembro de 2016. A venda geral está marcada para começar em 24 de setembro de 2016. Foi anunciado que futuramente mais datas da turnê serão adicionadas. As datas dos shows europeus foram anunciadas no dia 20 de outubro de 2016.
No dia 22 de setembro de 2016, Grande anunciou no Twitter que Victoria Monét e Little Mix serão responsáveis para abrir os shows da parte da América do Norte. Em 26 de setembro de 2016, Grande anuncio que a turnê iria para a Austrália. Em 27 de fevereiro de 2017,  Live Nation anunciou que Bia se juntará à turnê como o ato de abertura para as datas da Inglaterra durante a etapa europeia da turnê. No dia 3 de abril, Grande anunciou em suas redes sociais, a turnê no Brasil nas cidades Rio de Janeiro e São Paulo, nos dias 29 de junho na Jeunesse Arena e 1º de julho no Allianz Parque, respectivamente, com show de abertura da cantora norte-americana Sabrina Carpenter e do DJ Ronaldinho.

## Atentado na Manchester Arena
Em 22 de maio de 2017, minutos após o encerramento do show de Grande na Manchester Arena, ocorreu uma explosão que levou à morte de 22 pessoas e deixou outras 116 feridas. Grande não se feriu na explosão. O ocorrido foi posteriormente identificado como um atentado terrorista de teor suicida, com o grupo extremista Estado Islâmico assumindo a autoria. O responsável pela explosão foi identificado como sendo Salman Ramadan Abedi, um homem de Manchester, de 22 anos, filho de imigrantes líbios, de família muçulmana, que também morreu com a explosão. Através de seu Twitter, Grande afirmou estar "devastada" com o ocorrido, e prestou condolências aos afetados pelo ataque. Posteriormente, os sete shows seguintes, até a apresentação do dia 5 de junho, em Zurique, foram cancelados. Em 26 de maio de 2017, a cantora anunciou que retornaria a Manchester para fazer um concerto beneficente, para arrecadar dinheiro para as vítimas. O concerto foi nomeado “One Love Manchester”, e contou com mais de 15 participações, incluindo o namorado da cantora na época, o rapper Mac Miller. O evento contou com a presença de 50 000 pessoas e arrecadou cerca de £ 10 milhões nas 12 horas seguintes ao concerto, para o fundo “We Love Manchester Emergency Fund”.

## Repertório
O repertório abaixo é constituído do primeiro show da turnê, feito em 3 de fevereiro em Phoenix, Arizona, não sendo representativo de todos os concertos.
1. "Be Alright"
2. "Everyday"
3. "Bad Decisions"
4. "Let Me Love You"
5. "Knew Better"
6. "Forever Boy"
7. "One Last Time"
8. "Touch It"
9. Leave Me Lonely"
10. "Side to Side"
11. "Bang Bang"
12. "Greedy"
13. "I Don't Care"
14. "Moonlight"
15. "Love Me Harder"
16. "Break Free"
17. "Sometimes"
18. "Thinking Bout You"
19. "Problem"
20. "Into You"
21. "Dangerous Woman"

- Durante os concertos em Las Vegas e Omaha, Grande fez uma regravação de "Pink + White", de Frank Ocean.
- Durante o show em Tulsa, Grande cantou a versão original de "Honeymoon Avenue".
- Durante a apresentação em Uncasville e na primeira em Nova Iorque, Grande cantou "Better Days" com Victoria Monét.
- Durante o concerto em Manchester e Buffalo, Grande cantou "Esta Noche" com Bia.
- Durante o segundo show em Nova Iorque, Grande cantou "Jason's Song (Gave It Away)" acompanhada de Jason Robert Brown no piano.
- Durante a apresentação em Inglewood, Mac Miller subiu ao palco para cantar "The Way", sua colaboração com Grande.
- Durante o espetáculo feito em Estocolmo, Grande adicionou ao repertório o single "Focus" e "Quit", sua colaboração com Cashmere Cat.[13]
- Grande passou a incluir "Somewhere Over the Rainbow" no repertório da turnê após o concerto beneficente One Love Manchester.

## Datas
| Data                    | Cidade           | País             | Local                         | Atos de abertura                | Público                    | Receita          |
| América do Norte        | América do Norte | América do Norte | América do Norte              | América do Norte                | América do Norte           | América do Norte |
| ----------------------- | ---------------- | ---------------- | ----------------------------- | ------------------------------- | -------------------------- | ---------------- |
| 3 de fevereiro de 2017  | Phoenix          | Estados Unidos   | Talking Stick Resort Arena    | Little Mix Victoria Monét       | 11 489 / 12 739            | US$ 737 148      |
| 4 de fevereiro de 2017  | Las Vegas        | Estados Unidos   | MGM Grand Garden Arena        | Little Mix Victoria Monét       | 9 437 / 10 787             | US$ 845 275      |
| 7 de fevereiro de 2017  | Omaha            | Estados Unidos   | CenturyLink Center Omaha      | Little Mix Victoria Monét       | N/A                        | N/A              |
| 9 de fevereiro de 2017  | Tulsa            | Estados Unidos   | BOK Center                    | Little Mix Victoria Monét       | N/A                        | N/A              |
| 14 de fevereiro de 2017 | Nashville        | Estados Unidos   | Bridgestone Arena             | Little Mix Victoria Monét       | 11 472 / 11 472            | US$ 614 544      |
| 17 de fevereiro de 2017 | Uncasville       | Estados Unidos   | Mohegan Sun Arena             | Little Mix Victoria Monét       | 6 301 / 6 301              | US$ 696 265      |
| 19 de fevereiro de 2017 | Manchester       | Estados Unidos   | SNHU Arena                    | Victoria Monét Bia              | N/A                        | N/A              |
| 21 de fevereiro de 2017 | Buffalo          | Estados Unidos   | KeyBank Center                | Victoria Monét Bia              | 8 646 / 13 693             | US$ 577 237      |
| 23 de fevereiro de 2017 | Nova Iorque      | Estados Unidos   | Madison Square Garden         | Little Mix Victoria Monét       | 26 635 / 26 635            | US$ 2 923 027    |
| 24 de fevereiro de 2017 | Nova Iorque      | Estados Unidos   | Madison Square Garden         | Little Mix Victoria Monét       | 26 635 / 26 635            | US$ 2 923 027    |
| 26 de fevereiro de 2017 | Cleveland        | Estados Unidos   | Quicken Loans Arena           | Little Mix Victoria Monét       | 8 685 / 14 011             | US$ 569 214      |
| 27 de fevereiro de 2017 | Washington D.C.  | Estados Unidos   | Verizon Center                | Little Mix Victoria Monét       | 10 073 / 13 578            | US$ 961 756      |
| 1º de março de 2017     | Filadélfia       | Estados Unidos   | Wells Fargo Center            | Little Mix Victoria Monét       | 11 657 / 14 079            | US$ 909 258      |
| 3 de março de 2017      | Boston           | Estados Unidos   | TD Garden                     | Little Mix Victoria Monét       | 12 349 / 12 944            | US$ 1 105 421    |
| 5 de março de 2017      | Toronto          | Canadá           | Air Canada Centre             | Little Mix Victoria Monét       | 14 503 / 14 503            | US$ 1 036 610    |
| 6 de março de 2017      | Montreal         | Canadá           | Bell Centre                   | Little Mix Victoria Monét       | 13 287 / 13 287            | US$ 842 563      |
| 9 de março de 2017      | Columbus         | Estados Unidos   | Nationwide Arena              | Little Mix Victoria Monét       | 10 069 / 14 414            | US$ 611 976      |
| 11 de março de 2017     | Indianápolis     | Estados Unidos   | Bankers Life Fieldhouse       | Victoria Monét Bia              | 10 952 / 13 020            | US$ 635 926      |
| 12 de março de 2017     | Detroit          | Estados Unidos   | The Palace of Auburn Hills    | Little Mix Victoria Monét       | 12 043 / 12 437            | US$ 829 626      |
| 14 de março de 2017     | Chicago          | Estados Unidos   | United Center                 | Little Mix Victoria Monét       | 12 342 / 13 584            | US$ 989 255      |
| 16 de março de 2017     | Saint Paul       | Estados Unidos   | Xcel Energy Center            | Little Mix Victoria Monét       | 8 373 / 14 736             | US$ 549 262      |
| 18 de março de 2017     | Kansas City      | Estados Unidos   | Sprint Center                 | Little Mix Victoria Monét       | 10 591 / 13 382            | US$ 650 414      |
| 21 de março de 2017     | Salt Lake City   | Estados Unidos   | Vivint Smart Home Arena       | Little Mix Victoria Monét       | 10 291 / 20 840            | US$ 584 595      |
| 23 de março de 2017     | Seattle          | Estados Unidos   | KeyArena                      | Little Mix Victoria Monét       | 11 540 / 11 783            | US$ 802 916      |
| 24 de março de 2017     | Vancouver        | Canadá           | Rogers Arena                  | Little Mix Victoria Monét       | 13 213 / 13 213            | US$ 951 207      |
| 26 de março de 2017     | Sacramento       | Estados Unidos   | Golden 1 Center               | Little Mix Victoria Monét       | 12 376 / 12 776            | US$ 908 963      |
| 27 de março de 2017     | San José         | Estados Unidos   | SAP Center                    | Little Mix Victoria Monét       | 12 113 / 12 642            | US$ 1 092 023    |
| 30 de março de 2017     | Anaheim          | Estados Unidos   | Honda Center                  | Little Mix Victoria Monét       | 11 547 / 11 547            | US$ 1 042 336    |
| 31 de março de 2017     | Inglewood        | Estados Unidos   | The Forum                     | Little Mix Victoria Monét       | 12 054 / 12 874            | US$ 1 047 815    |
| 3 de abril de 2017      | Denver           | Estados Unidos   | Pepsi Center                  | Little Mix Victoria Monét       | 10 278 / 13 172            | US$ 676 163      |
| 6 de abril de 2017      | San Antonio      | Estados Unidos   | AT&T Center                   | Little Mix Victoria Monét       | 11 051 / 12 960            | US$ 720 344      |
| 8 de abril de 2017      | Houston          | Estados Unidos   | Toyota Center                 | Little Mix Victoria Monét       | 10 324 / 11 548            | US$ 901 670      |
| 9 de abril de 2017      | Dallas           | Estados Unidos   | American Airlines Center      | Little Mix Victoria Monét       | 12 460 / 13 204            | US$ 957 931      |
| 11 de abril de 2017     | Nova Orleans     | Estados Unidos   | Smoothie King Center          | Little Mix Victoria Monét       | 7 574 / 12 580             | US$ 507 455      |
| 12 de abril de 2017     | Atlanta          | Estados Unidos   | Philips Arena                 | Little Mix Victoria Monét       | 10 987 / 11 285            | US$ 780 827      |
| 14 de abril de 2017     | Miami            | Estados Unidos   | American Airlines Arena       | Little Mix Victoria Monét       | 12 019 / 12 673            | US$ 964 439      |
| 15 de abril de 2017     | Orlando          | Estados Unidos   | Amway Center                  | Little Mix Victoria Monét       | 12 226 / 12 574            | US$ 946 615      |
| Europa                  |                  |                  |                               |                                 |                            |                  |
| 8 de maio de 2017       | Estocolmo        | Suécia           | Friends Arena                 | Victoria Monét Bia              | 14 106 / 14 106            | US$ 995 461      |
| 10 de maio de 2017      | Oslo             | Noruega          | Telenor Arena                 | Victoria Monét Bia              | 12 129 / 12 412            | US$ 752 062      |
| 12 de maio de 2017      | Herning          | Dinamarca        | Jyske Bank Boxen              | Victoria Monét Bia              | 9 111 / 14 578             | US$ 655 222      |
| 14 de maio de 2017      | Amsterdã         | Países Baixos    | Ziggo Dome                    | Victoria Monét Bia              | 31 801 / 31 815            | US$ 1 638 610    |
| 16 de maio de 2017      | Amsterdã         | Países Baixos    | Ziggo Dome                    | Victoria Monét Bia              | 31 801 / 31 815            | US$ 1 638 610    |
| 18 de maio de 2017      | Birmingham       | Inglaterra       | Genting Arena                 | Victoria Monét Bia              | 11 554 / 12 036            | US$ 738 618      |
| 20 de maio de 2017      | Dublin           | Irlanda          | 3Arena                        | Victoria Monét Bia              | 12 595 / 12 804            | US$ 792 166      |
| 22 de maio de 2017      | Manchester       | Inglaterra       | Manchester Arena              | Victoria Monét Bia              | 14 158 / 14 218            | US$ 883 825      |
| 4 de junho de 2017      | Manchester       | Inglaterra       | Emirates Old Trafford         | N/A                             | N/A                        | N/A              |
| 7 de junho de 2017      | Paris            | França           | AccorHotels Arena             | Victoria Monet KnowleDJ         | 15 121 / 15 442            | US$ 1 020 450    |
| 9 de junho de 2017      | Lyon             | França           | Halle Tony Garnier            | Victoria Monet KnowleDJ         | 9 551 / 9 833              | US$ 518 788      |
| 11 de junho de 2017     | Lisboa           | Portugal         | MEO Arena                     | Victoria Monet KnowleDJ         | 13 573 / 16 239            | US$ 755 290      |
| 13 de junho de 2017     | Barcelona        | Espanha          | Palau Sant Jordi              | Victoria Monet KnowleDJ         | 11 483 / 16 273            | US$ 917 766      |
| 15 de junho de 2017     | Roma             | Itália           | PalaLottomatica               | Victoria Monet KnowleDJ         | 7 287 / 7 558              | US$ 362 100      |
| 17 de junho de 2017     | Turim            | Itália           | Pala Alpitour                 | Victoria Monet KnowleDJ         | 11 211 / 11 249            | US$ 740 175      |
| América Latina          |                  |                  |                               |                                 |                            |                  |
| 29 de junho de 2017     | Rio de Janeiro   | Brasil           | Jeunesse Arena                | Sabrina Carpenter DJ Ronaldinho | 10 337 / 12 370            | US$ 731 303      |
| 1º de julho de 2017     | São Paulo        | Brasil           | Allianz Parque                | Sabrina Carpenter DJ Ronaldinho | 24 717 / 27 300            | US$ 1 605 750    |
| 3 de julho de 2017      | Santiago         | Chile            | Movistar Arena                | N/A                             | 9 100 / 9 442              | US$ 994 977      |
| 5 de julho de 2017      | Buenos Aires     | Argentina        | DirecTV Arena                 | N/A                             | 8 623 / 8 727              | US$ 764 260      |
| 9 de julho de 2017      | Alajuela         | Costa Rica       | Parque Viva                   | N/A                             | 11 141 / 11 141            | US$ 776 744      |
| 12 de julho de 2017     | Cidade do México | México           | Palacio de los Deportes       | Victoria Monét                  | 36 284 / 40 278            | US$ 2 078 842    |
| 13 de julho de 2017     | Cidade do México | México           | Palacio de los Deportes       | Victoria Monét                  | 36 284 / 40 278            | US$ 2 078 842    |
| Ásia                    |                  |                  |                               |                                 |                            |                  |
| 10 de agosto de 2017    | Tóquio           | Japão            | Makuhari Messe                | Beverly                         | 52 035 / 59 816            | US$ 6 525 600    |
| 12 de agosto de 2017    | Tóquio           | Japão            | Makuhari Messe                | Little Glee Monster             | 52 035 / 59 816            | US$ 6 525 600    |
| 13 de agosto de 2017    | Tóquio           | Japão            | Makuhari Messe                | Little Glee Monster             | 52 035 / 59 816            | US$ 6 525 600    |
| 15 de agosto de 2017    | Seul             | Coreia do Sul    | Gocheok Sky Dome              | N/A                             | 19 422 / 20 008            | US$ 1 876 580    |
| 17 de agosto de 2017    | Bangkok          | Tailândia        | IMPACT Arena                  | N/A                             | 9 308 / 9 694              | US$ 1 283 740    |
| 21 de agosto de 2017    | Manila           | Filipinas        | Mall of Asia Arena            | N/A                             | 9 607 / 10 400             | US$ 1 199 770    |
| 26 de agosto de 2017    | Pequim           | China            | LeSports Center               | N/A                             | 7 997 / 8 023              | US$ 1 099 220    |
| 28 de agosto de 2017    | Xangai           | China            | Mercedes-Benz Arena           | N/A                             | 11 225 / 11 225            | US$ 1 391 210    |
| 30 de agosto de 2017    | Guangzhou        | China            | Guangzhou Sports Arena        | N/A                             | 10 287 / 10 792            | US$ 1 247 490    |
| Oceania                 |                  |                  |                               |                                 |                            |                  |
| 2 de setembro de 2017   | Auckland         | Nova Zelândia    | Spark Arena                   | N/A                             | 10 606 / 11 593            | US$ 954 738      |
| 4 de setembro de 2017   | Melbourne        | Austrália        | Rod Laver Arena               | N/A                             | 23 809 / 24 694            | US$ 2 420 480    |
| 5 de setembro de 2017   | Melbourne        | Austrália        | Rod Laver Arena               | N/A                             | 23 809 / 24 694            | US$ 2 420 480    |
| 8 de setembro de 2017   | Sydney           | Austrália        | ICC Sydney Theatre            | N/A                             | 16 505 / 16 580            | US$ 1 625 830    |
| 9 de setembro de 2017   | Sydney           | Austrália        | ICC Sydney Theatre            | N/A                             | 16 505 / 16 580            | US$ 1 625 830    |
| 12 de setembro de 2017  | Brisbane         | Austrália        | Brisbane Entertainment Centre | N/A                             | 10 604 / 10 604            | US$ 1 022 406    |
| Ásia                    |                  |                  |                               |                                 |                            |                  |
| 16 de setembro de 2017  | Singapura        | Singapura        | Circuito Urbano de Marina Bay | N/A                             | N/A                        | N/A              |
| 19 de setembro de 2017  | Taipei           | Taiwan           | Taipei Arena                  | N/A                             | 11 570 / 12 673            | US$ 1 375 330    |
| 21 de setembro de 2017  | Chek Lap Kok     | Hong Kong        | AsiaWorld-Expo Arena          | N/A                             | 7 740 / 8 796              | US$ 1 006 410    |
| Total                   | Total            | Total            | Total                         | Total                           | 853 554 / 953 992 (89,47%) | US$ 69 721 319   |

### Apresentações canceladas
| Data                 | Cidade                | País       | Local              | Motivo                                                           |
| -------------------- | --------------------- | ---------- | ------------------ | ---------------------------------------------------------------- |
| 25 de maio de 2017   | Londres               | Inglaterra | The O2 Arena       | Trauma em decorrência do atentado terrorista na Manchester Arena |
| 26 de maio de 2017   | Londres               | Inglaterra | The O2 Arena       | Trauma em decorrência do atentado terrorista na Manchester Arena |
| 28 de maio de 2017   | Antuérpia             | Bélgica    | Sportpaleis        | Trauma em decorrência do atentado terrorista na Manchester Arena |
| 31 de maio de 2017   | Łódź                  | Polônia    | Atlas Arena        | Trauma em decorrência do atentado terrorista na Manchester Arena |
| 1º de junho de 2017  | Łódź                  | Polônia    | Atlas Arena        | Trauma em decorrência do atentado terrorista na Manchester Arena |
| 3 de junho de 2017   | Frankfurt             | Alemanha   | Festhalle          | Trauma em decorrência do atentado terrorista na Manchester Arena |
| 5 de junho de 2017   | Zurique               | Suíça      | Hallenstadion      | Trauma em decorrência do atentado terrorista na Manchester Arena |
| 18 de julho de 2017  | Monterrey             | México     | Arena Monterrey    | Desconhecido                                                     |
| 19 de julho de 2017  | Monterrey             | México     | Arena Monterrey    | Desconhecido                                                     |
| 23 de agosto de 2017 | Cidade de Ho Chi Minh | Vietname   | Quân khu 7 Stadium | Problemas de saúde                                               |